# Euplexia debilis
Euplexia debilis là một loài bướm đêm trong họ Noctuidae.